# كونوب 8888
كونوب 8888 هو مستند CONOP لوزارة الدفاع الأمريكية يصف خطة للدفاع ضد أي كائنات الزومبي.